# 3三角戦法
3三角戦法（さんさんかくせんぽう）は、将棋の戦法の一つである。主に後手番が用いる指し方。
初期の角交換を可能にするため、角道を閉じずに早期に3三に角行を移動することを特徴としている。戦法としては柔軟性があり、角交換の有無にかかわらず、向かい飛車もしくは居飛車ポジションになる可能性がある。
先手が使用する場合、「3手目7七角戦法」と呼ばれる。
この戦法に相手が▲6六歩（7七角戦法相手なら△4四歩）から角道を止めて囲いを築いたとしても、形勢や後の進行の優劣はともかく主導権を握れ、戦術の言い分は通ることになる。

## 4手目△3三角
最も一般的なバリエーションであり、一部の棋士が使用するバリエーションは、「4手目△3三角戦法」である。これは先手の初手▲7六歩から△3四歩とし、以下▲2六歩に対して△3三角と4手目に角を上がり、角交換を迫る。
| 9  | 8  | 7  | 6  | 5  | 4  | 3  | 2  | 1  |    |
| 香 | 桂 | 銀 | 金 | 王 | 金 | 銀 | 桂 | 香 | 一 |
|    | 飛 |    |    |    |    |    |    |    | 二 |
| 歩 | 歩 | 歩 | 歩 | 歩 | 歩 | 角 | 歩 | 歩 | 三 |
|    |    |    |    |    |    | 歩 |    |    | 四 |
|    |    |    |    |    |    |    |    |    | 五 |
|    |    | 歩 |    |    |    |    | 歩 |    | 六 |
| 歩 | 歩 |    | 歩 | 歩 | 歩 | 歩 |    | 歩 | 七 |
|    | 角 |    |    |    |    |    | 飛 |    | 八 |
| 香 | 桂 | 銀 | 金 | 玉 | 金 | 銀 | 桂 | 香 | 九 |

2010年10月に女流プロ棋士の清水市代女流王将（当時・先手）とコンピュータ将棋の「あから2010」（後手）が対戦し、後手番のあからが勝利したが、その際の戦型が本項の戦法であった。
1. ▲7六歩△3四歩、2。▲2六歩。
2... △3三角。後手の角行は、局面4手目の動きで、角道を開いたまま3三地点に移動する。
この動きは、後手の左の桂馬によってのみ守られている角行を交換するように先手を誘っている。
そして先手は▲同角成△同桂を見送る他の手では、例えば▲4八銀には△2二銀とし、一局ながら後手としては居飛車党で矢倉戦に持ち込むならば満足な序盤戦となる。これは通常の矢倉戦に比べて飛車先を保留している、角の活用が一手早い（三手角になるなら）など多くの利点がある。
以下は、先手の指し手に合わせて△7三角か△8四角か使い分けが可能。
角交換なら△3三桂型を強制できたという意味で、△2二銀が入ると▲3三角成には後手に△同銀と形よく応じられる。ただし後手としては2二に銀を上がって、▲3三角成△同銀が入らない場合で、以下振り飛車にしたい場合は、この銀が活用しづらくなるので、普通は居飛車、特に矢倉か角換わり、角を交換するか5一から7三などと活用して3三銀型にする構想を目指す場合にこの進行は適しているが、もし後手側が強く振り飛車を考えているのであるならば、△2二銀のところで他の指し方、例えばすぐ△2二飛や△3二銀、△4二銀も有る。こう指した方が自然な振り飛車に構えることが出来る。
先手には▲3三角成、▲2五歩、▲5八金右、▲7八金、▲6八玉、▲6六歩などの手段がある。
▲3三角成の変化は△同銀と応じて手損の無い角換わりの局面となるが、この進行の場合であると先手が▲2六歩と飛車先を突いているのに後手は飛車先不突になっている。通後手の方からこの様な進行に持ち込もうとした場合4手目△8八角成▲同銀△2二銀▲4八銀△3三銀とした進行や後手一手損角換わりと違って後手が手損をしないことになる。
普通の角換わりや一手損角換わりの4手目△8八角成の形と比べると、先手は飛車先の歩を２六で保留している。後手は飛車先不突きとなっている、先手は▲4八銀と形を決めてしまって▲2七銀から棒銀に出る筋が無い、後手は左銀を3三まで上がっているが、左金と右銀が動いていないため△4二飛や△2二飛で振り飛車にすることもできる、どちらも手損はしていない、といった特徴がみられる。ほかのの戦型と比べてこの進行は後手が得をしていることになる。先手としては相手左銀が上がった後での▲3三角成はあまり得にならないのである。
ただし後手が振り飛車にした場合、進行的にはほとんど同じような形になり、さらに後手の一手損では有るものの▲8八同銀とさせた事が、先手が居飛車穴熊にすんなり組むのを邪魔する意味も有る。後手の得を主張するならば、振り飛車では無く、相居飛車で角換わりにした方が良いことになる。振り飛車としては居飛車穴熊の駒組みを牽制できるなどの理由から公式戦でも採用され、現在は本格的な戦法としても認識されている。
このため、先手は相手が振り飛車を志向しているなら、角交換せず、△2二飛の後も▲6八玉とする進行が実戦でもみられる。先手▲2五歩は保留しておいても、この後△2四歩になった場合角交換後の3三桂型もしくは△4四角～△3三桂で、後に△2五歩▲同歩△同飛の形の仕掛けが生じているが、実際は先手から角交換しなければ、△3三桂型には組みにくく、一方で後手から△8八角成～△3三桂ならば先手が2手得をしており、△4四角-△3三桂型も角が目標になる可能性がある。このため以下後手は△4二銀とひとまず▲6五角の筋を完全に消し、▲7八玉△6二玉▲5八金△7二玉と進行とみられるが、先手は、▲5六歩から6六歩と居飛車穴熊を目指すもしくは▲4六歩から角交換に備える指し方もみられる。

いずれにしても、そのまま進行しては先手の角が玉を堅く囲うには邪魔になっていくが、先手から角交換すると例えば4手目△8八角成からの進行よりも、先手の手損である。

### 角を交換する先手
先手が▲3三角成と交換、後手は△同桂とする。もし先手が角交換せず他の手を指した場合、それはそれで1局。
角交換のあとは、進行例として図のように▲2五歩に△2二飛と、向かい飛車。以下▲6五角には、△4二銀▲8三角成とわざと成らして、△5五角。これに先手が▲8八銀なら△2五桂～3七桂成などの指し方がある。
△2五桂からの2筋逆襲△2五桂ポンの他に△4五桂▲4八銀△5五角もあり、香取りの△9九角成が受からない。したがって、△2二飛にいったん▲9六歩として、△9四歩ならそこで角交換から6五角とし、以下△4五桂▲4八銀△5五角に▲9七香から▲7八銀を用意する手もある。4八の銀で飛車の横利きが止まっているため受けにくく、香を取られると場合によっては△8二香や△4四馬～△2六香などの筋も残っている。
こうして▲2五歩に△2二飛は鬼殺し向かい飛車に合流する。この向かい飛車については島朗九段の代表著書『島ノート 振り飛車編』（2002年）の第1章鬼殺し向かい飛車でも狙い筋を秘めた指し方が紹介されている。この順は初手▲2六歩の出だしにおいても△3四歩に▲7六歩△3三角の他に、△3四歩▲2五歩△3三角に▲7六歩とする場合においても△2二飛とすることで合流ができる。
▲2五歩に代えて、手の広い局面であるが、▲6八玉が本筋とみられる。他に▲7八金もあり、これは相居飛車を警戒した手で、△4四角に▲8八銀の受けを用意した手である。相手としては悪形となってありがたい手であるが、ゆっくりした指し方にしたい場合に適している。
角交換後▲4八銀には後手△2四歩や△2二飛などを指そうとしている。△2四歩に▲2三角には△4五角～△3二銀、△2二飛に▲6五角は△5五角。
つまり後手は上のそれぞれの手に対して△2二飛、△2二銀、△3二銀、△4二銀、△3二金、△4四歩、△5四歩、△9四歩、△4二飛等、組み合わせだけでも数十通り以上におよぶ。ただし後手としても△4四歩、△5四歩、△9四歩、△4二飛といった手を選ぶのなら普通は△3三角と上がらず指す事が多い手である。
▲4八銀△2二飛と進んだ場合、ここで先手は▲6八玉、▲2五歩などが考えられる。プロ棋士の実戦では、ほとんどが以下▲6八玉△4二銀の進行がみられる。
▲6五角が成立しないので▲3三角成△同桂には▲6八玉がもっともな進行とみられるが、このように進むのならば▲4八銀は慌てて指す必要がなく、そして後手が手損無しに△2二飛と回るのを拒否出来ることになる。また先手としても▲2五歩は△4二銀からお互い玉を囲い合った後で、後手から△2四歩▲同歩△同飛もしくは△同角の仕掛けや△2五桂ポンの仕掛けなどが残るので、わざわざ一手使って反撃目標となる2五まで歩を伸ばす意味は乏しく、一方で後手から△2四歩と伸ばされても、あまり損になることが少ない。

他にも窪田は石田流に組み替える形なども紹介している他、立石流にした場合に△4四飛～3四飛に組まれないよう先手が▲7七角として後手の浮き飛車を阻止する動きには、窪田は△6一金もしくは△3二金を3四にまで繰り出す手で先手を押さえ込む。角交換保留して▲2五歩型に対しては、向かい飛車から△2四歩▲同歩△同飛と振り飛車から強気に迫り、▲同飛と先手が素直に飛車交換に応じるのは△2八飛と下ろした後、△9六歩からの端攻めがある。▲2五歩と飛車交換を避けるのも、△2二飛▲8八銀△6五歩から角交換を挑み、△7七角成を取る駒に応じて△6九角や△3九角で後手十分となる。

## 対ゴキゲン中飛車
| 9  | 8  | 7  | 6  | 5  | 4  | 3  | 2  | 1  |    |
| 香 | 桂 |    | 金 |    | 金 | 銀 | 桂 | 香 | 一 |
|    | 王 | 銀 |    | 飛 |    |    |    |    | 二 |
|    | 歩 | 歩 | 歩 |    | 歩 | 角 | 歩 | 歩 | 三 |
| 歩 |    |    |    | 歩 |    | 歩 |    |    | 四 |
|    |    |    |    |    |    |    | 歩 |    | 五 |
| 歩 |    | 歩 |    |    |    |    |    |    | 六 |
|    | 歩 | 角 | 歩 | 歩 | 歩 | 歩 |    | 歩 | 七 |
|    |    | 金 | 銀 |    | 銀 |    | 飛 |    | 八 |
| 香 | 桂 |    | 玉 |    | 金 |    | 桂 | 香 | 九 |